# Mistrovství Československa v krasobruslení 1962
Mistrovství Československa v krasobruslení 1962 se konalo 6. ledna a 7. ledna 1962 v Bratislavě.

## Medaile
| Kategorie      | Zlato                            | Zlato      | Stříbro                              | Stříbro     | Bronz             | Bronz       |
| Muži           | Karol Divín                      | 7 - 1764,8 | Václav Kotek                         | 21 - 1_90,6 | Karel Fajfr       | 24 - 1_7_,0 |
| Ženy           | Jana Mrázková                    | 9 - 1698,9 | Eva Grožajová                        | 12 - 1579,1 | Jitka Hlaváčková  | 21 - 1627,7 |
| Sportovní páry | Milada Kubíková Jaroslav Votruba | 5 -        | Agnesa Wlachovská Peter Bartosiewicz | 10 -        | Špátenková Cirman | 15 -        |
| Taneční páry   | Eva Romanová Pavel Roman         | 7 - 239,1  | Jitka Babická Jaromír Holan          | 14 - 22_,7  | Horecká Herman    | 21 - 187,2  |

- čísla udávají celkové hodnocení, první za přednes a druhá počet bodů